# Анацкий, Геннадий Борисович
Геннадий Борисович Анацкий (род. 1970) — сотрудник российских органов государственной безопасности, генерал-лейтенант.

## Биография
Геннадий Борисович Анацкий родился в 1970 году. После окончания средней школы поступил в Киевский институт инженеров гражданской авиации. Окончив его, получил специальность авиационного инженера.
На протяжении многих лет служил в органах Федеральной службы безопасности Российской Федерации, начав оперуполномоченным.
Был заместителем начальника Управления Федеральной службы безопасности Российской Федерации по Республике Кабардино-Балкарии, курировал обеспечение экономической безопасности в регионе.
С 2017 года занимал должность первого заместителя начальника Управления Федеральной службы безопасности Российской Федерации по Тюменской области, курировал борьбу с терроризмом и контрразведку.
22 сентября 2021 года назначен на должность начальника Управления Федеральной службы безопасности Российской Федерации по Пермскому краю. Указ о назначении был подписан через два дня после массового убийства в Пермском государственном университете.